# Manoao colensoi
Manoao colensoi – gatunek drzew z rodziny zastrzalinowatych (Podocarpaceae). Reprezentuje monotypowy rodzaj Manoao Molloy. Jest endemitem Nowej Zelandii, gdzie występuje na obu największych wyspach: Północnej i Południowej, ale tylko na obszarach o wysokiej ilości opadów średniorocznych, np. na Wyspie Południowej głównie w regionie West Coast i okolicy jeziora Te Anau, brak go zupełnie we wschodniej części tej wyspy i na dużych obszarach Wyspy Północnej. Rośnie w lasach na nizinach i w górach w miejscach bagnistych, na glebach kwaśnych i ubogich, rozprzestrzenia się za pomocą nasion, ale także wegetatywnie, tworząc pędy podziemne. Nasiona rozprzestrzeniane są przez ptaki.
Gatunek był ceniony, zarówno przez przybyłych na Nową Zelandię Europejczyków, jak i wcześniej już Maorysów, jako źródło bardzo trwałego drewna. 
Ponieważ gatunek występuje lokalnie pospolicie, wiele jego siedlisk podlega ochronie, a główne zagrożenie tj. wylesienia i eksploatacja naturalnych lasów zostały powstrzymane – uznawany jest za niezagrożony (na czerwonej liście IUCN ma kategorię gatunku najmniejszej troski – LC).

## Morfologia

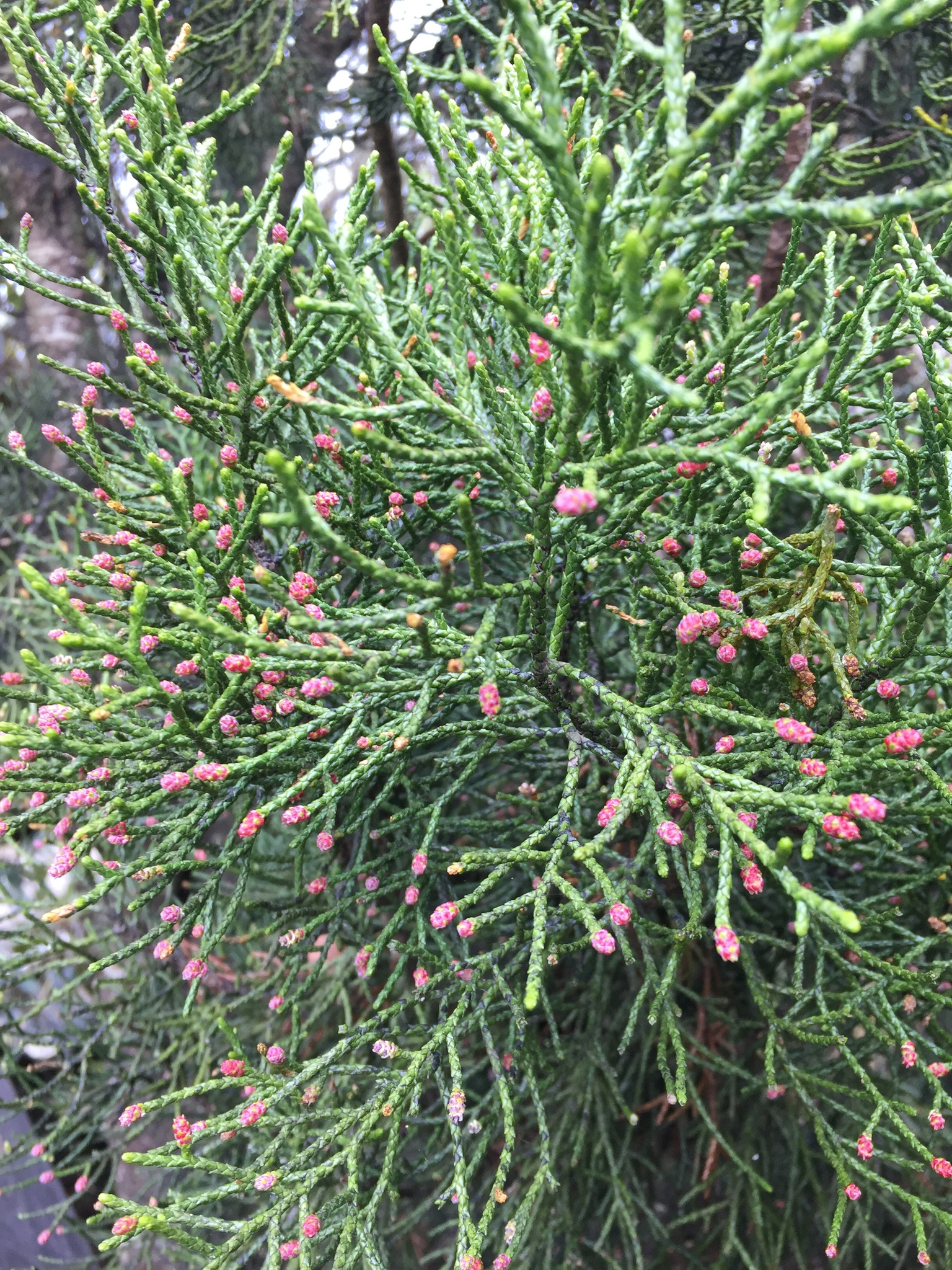
Pęd z szyszkami

PokrójRośnie krzaczasto, tworząc liczne, prosto wzniesione pędy oraz jako drzewo o pojedynczym pniu i stożkowatej koronie, osiągając do 10, rzadziej 20 m wysokości i do 1 m średnicy pnia. Tworzy też pędy podziemne, z których tworzą się prosto wzniesione odrosty.
LiścieNa starszych pędach łuskowate, rombowate z kilem wzdłuż grzbietu, o długości 3 mm i szerokości 1 mm, wyrastające gęsto, skrętolegle, przytulone do pędu, u nasady zbiegające. Liście są bardzo długowieczne, starsze nieco drewnieją i brązowieją. Na pędach młodocianych liście są także skrętoległe, ale mają kształt szydlasty, osiągają długość do 5–10 mm, są dwustronnie spłaszczone, u nasady są zbiegające.
Organy generatywneRośliny dwupienne, ale w trakcie rozwoju mogą zmieniać płeć. Szyszki męskie powstają pojedynczo lub parami na szczytach ulistnionych gałązek. Składają się z maksymalnie 12 sporofili, każdy z dwoma woreczkami pyłkowymi. Strobile żeńskie wyrastają pojedynczo, także na końcach pędów, są zwykle wzniesione, składają się z 2–4 łusek łyżeczkowatego kształtu, mniej lub bardziej rozchylonych, z zalążkiem na powierzchni doosiowej. Na szczycie szyszki znajdują się łuski zredukowane i sterylne.
NasionaW jednej szyszce powstaje ich od 1 do 3, są wzniesione, podługowate, na przekroju okrągłe, osiągają rozmiar 3,5 × 2,5 mm. Łupina nasienna jest kreskowana, fioletowa do czarnej z sinawym nalotem. Nasiona otacza u dołu asymetryczna, mięsista, żółtozielona osnówka.

## Systematyka
Gatunek reprezentuje monotypowy rodzaj Manoao Molloy, New Zealand J. Bot. 33: 196 (1995) z rodziny zastrzalinowatych (Podocarpaceae). Początkowo, w 1845 opisany został przez Williama Jacksona Hookera jako jeden z wielu gatunków z szeroko wówczas ujmowanego rodzaju obłuszyn Dacrydium. W 1982 gatunek ten włączony został, jako Lagarostrobos colensoi, do rodzaju Lagarostrobos. W 1995 przeniesiony został do własnego rodzaju.